# Anna-Lena Freese
Anna-Lena Freese (ur. 21 stycznia 1994) – niemiecka lekkoatletka, sprinterka.
W 2011 zajęła szóstą lokatę w biegu na 200 metrów podczas mistrzostw świata juniorów młodszych oraz wraz z koleżankami sięgnęła w Tallinnie po mistrzostwo Europy juniorek w biegu rozstawnym 4 x 100 metrów. W 2015 startowała na młodzieżowych mistrzostwach Europy, podczas których zdobyła srebro w biegu na 200 metrów oraz złoto w sztafecie 4 x 100 metrów. 
Brązowa medalistka mistrzostw Niemiec na 100 m z 2015 roku z czasem 11,32 s.
Rekord życiowy: bieg na 200 metrów  – 23,08 (26 lipca 2015, Norymberga).  

## Osiągnięcia
| Rok  | Impreza                               | Miejsce         | Konkurencja        | Lokata     | Wynik |
| ---- | ------------------------------------- | --------------- | ------------------ | ---------- | ----- |
| 2011 | Mistrzostwa świata juniorów młodszych | Lille Metropole | bieg na 200 m      | 6. miejsce | 23,91 |
| 2011 | Mistrzostwa Europy juniorów           | Tallinn         | sztafeta 4 x 100 m | 1. miejsce | 43,42 |
| 2015 | Młodzieżowe mistrzostwa Europy        | Tallinn         | bieg na 200 m      | 2. miejsce | 23,22 |
| 2015 | Młodzieżowe mistrzostwa Europy        | Tallinn         | sztafeta 4 × 100 m | 1. miejsce | 43,47 |